# Belledo
Belledo è un quartiere della città italiana di Lecco.
Comunità della più ampia Riviera di Lecco, nel 1757 con la creazione del catasto costituì un moderno comune con Maggianico, il cui nome fu appunto Belledo fino al 1869, quando il governo italiano lo cambiò in Maggianico.